# جنگ دوم چین و ژاپن
جنگ دوم چین و ژاپن به درگیری‌های نظامی بین دو کشور جمهوری چین و امپراتوری ژاپن در بازهٔ زمانی ۷ ژوئیه ۱۹۳۷ تا ۹ سپتامبر ۱۹۴۵ گفته می‌شود. با یورش نیروهای ژاپنی به پرل هاربر در سال ۱۹۴۱، جنگ بین جمهوری چین و امپراتوری ژاپن به بخشی از جنگ جهانی دوم در جبههٔ جنگ اقیانوس آرام تبدیل شد.
با این حال که برخی جنگ دوم چین و ژاپن را آغازگر جنگ جهانی دوم می‌دانند اما بیشتر تاریخ‌دانان و پژوهشگران بر این باورند که جنگ جهانی دوم در ماه سپتامبر سال ۱۹۳۹ با حمله آلمان به لهستان آغاز شد. جنگ بین چین و امپراتوری ژاپن، بزرگ‌ترین جنگ در آسیا در سده بیستم میلادی نام گرفت که نیمی از تلفات جنگ اقیانوس آرام در نتیجه آن رخ داد. این جنگ سرانجام با تسلیم امپراتوری ژاپن به متفقین در جنگ جهانی دوم به پایان رسید.